# Darlington Football Club
O Darlington Football Club é um clube de futebol inglês, sediado na cidade de Darlington. Atualmente joga na Conference North (sexta divisão inglesa). O apelido do clube é The Quakers, em referência aos movimentos religiosos que sempre tiveram grande influência histórica na cidade.

## Títulos

### Liga
- Campeonato Inglês da Terceira Divisão: 1

1924-25
- Campeonato Inglês da Quarta Divisão: 1

1990-91
- Campeonato Inglês da Quinta Divisão: 1

1989-90
- Campeonato Inglês da Sétima Divisão: 1

2015-16
- Campeonato Inglês da Nona Divisão: 3

1895-96, 1899-1900, 2012-13

### Copa
- FA Trophy: 1

2010-11
- Football League Third Division North Cup: 1

1933-34
- Durham Challenge Cup: 6

1884–85, 1890–91, 1892–93, 1896–97, 1919–20, 1999–2000